# Mahamat Kamoun
Pour les articles homonymes, voir Kamoun.
Mahamat Kamoun, né le 13 novembre 1961 à Ndélé, est un homme d'État centrafricain, Premier ministre du 10 août 2014 au 2 avril 2016.

## Biographie
Né à Ndélé, dans l'extrême nord de la Centrafrique, Mahamat Kamoun est runga, la principale ethnie de la région.
Il poursuit des études d'économie à Bangui, Abidjan et Paris dans les années 1980.
Il est ensuite fonctionnaire au ministère des Finances et du budget, comme inspecteur des finances, puis directeur général du budget et du Trésor public, sous la présidence de François Bozizé. 
Membre du conseil d'administration de la Banque de développement des États de l'Afrique centrale (BDEAC), Mahamat Kamoun rejoint les États-Unis, fin 2007, pour des études  en économie de développement. Il est diplômé de l'université de Boston.
Il est conseiller et proche collaborateur de Michel Djotodia, chef de la Seleka et chef de l'État de transition entre mars 2013 et janvier 2014,.

### Premier ministre
Le 10 août 2014, il est nommé Premier ministre par la présidente de la République, Catherine Samba-Panza, le premier musulman[réf. nécessaire] à accéder à ce poste.